# Seriema
En seriema (latin: Cariama cristata) er en særpræget fugl, der er den ene af kun to fuglearter i familien af seriemaer. Den anden art i familien er chungaen.
Seriemaen er halvt så stor som en nandu, har et rovfuglelignende næb, ser ud som en sekretærfugl, løber lige så hurtigt som en struds og har et gennemtrængende skrig, som kan få det til at løbe koldt ned ad ryggen på enhver, der befinder sig i nærheden.
Seriemaen lever i det østlige Sydamerika. Dens fjerdragt er ikke særlig farvestrålende, brungrå på oversiden og lys på undersiden. Men ben og næb er kraftigt røde, og lige foran øjnene har den en top af lange, stride fjer, der altid holde sig oprejst i en form for vifte. Seriemaen færdes næsten udelukkende på jorden, men bliver den presset af en udholdende fjende, letter den – dog kun for en kort bemærkning.
De lange ben og de korte tæer er glimrende løberedskaber, og i kortere perioder kan seriemaen opnå en hastighed på ikke mindre end 70 km i timen.
Af føde indtager seriemaen insekter og mindre hvirveldyr. Seriemaen er nødt til at fange sit bytte med næbbet. Seriemaens bagtå sidder så højt oppe på benet, at tæerne ikke kan gribe om byttet. I stedet griber den sit bytte med næbbet, kaster det mod jorden, hvorefter den fortærer det bid for bid, eller sluger det i en mundfuld, hvis der er tale om et mindre bytte.